# Goera spicata
Goera spicata är en nattsländeart som beskrevs av Schmid 1965. Goera spicata ingår i släktet Goera och familjen grusrörsnattsländor. Inga underarter finns listade i Catalogue of Life.